# Juan Carlos Mariño
Juan Carlos Mariño Márquez, né le 2 janvier 1982 à Lima au Pérou, est un footballeur international péruvien qui évoluait au poste de milieu de terrain.

## Biographie

### Carrière en club
Formé à l'Academia Cantolao, Juan Carlos Mariño émigre en Argentine à l'âge de 17 ans pour compléter sa formation au CA Lanús. Il y fait ses débuts professionnels en 2001 puis est prêté à l'Argentinos Juniors puis au FK Dinamo Tirana en Albanie.
De retour au Pérou en 2006, il joue au Cienciano del Cusco et a l'occasion de disputer cinq matchs de la Copa Libertadores 2007 (trois buts inscrits). Il s'expatrie à nouveau en 2007, cette fois-ci en Espagne, à l'Hércules CF. En 2008, il est transféré au Cádiz CF, même s'il n'y joue pas puisqu'il est prêté au Cienciano del Cusco.
Après un passage par le football colombien (Atlético Nacional et Deportivo Cali), Mariño revient au pays. Il est sacré champion du Pérou au sein du Sporting Cristal en 2012.
En 2013, Juan Carlos Mariño repart une dernière fois à l'étranger, au Mexique (Querétaro FC et Delfines FC). Il rentre définitivement au Pérou en 2014. Il met fin à sa carrière en 2017 à l'Academia Cantolao, le club qui l'avait formé à ses débuts.

### Carrière en sélection
International péruvien, Juan Carlos Mariño joue 23 matchs (pour trois buts inscrits) entre 2006 et 2013. Il dispute notamment la Copa América 2007 au Venezuela où il marque le deuxième but de la victoire 3-0 sur l'Uruguay.

#### Buts en sélection
| Buts en sélection de Juan Carlos Mariño | Buts en sélection de Juan Carlos Mariño | Buts en sélection de Juan Carlos Mariño             | Buts en sélection de Juan Carlos Mariño | Buts en sélection de Juan Carlos Mariño | Buts en sélection de Juan Carlos Mariño | Buts en sélection de Juan Carlos Mariño |
|                                         | Date                                    | Lieu                                                | Adversaire                              | Score                                   | Résultat                                | Compétition                             |
| --------------------------------------- | --------------------------------------- | --------------------------------------------------- | --------------------------------------- | --------------------------------------- | --------------------------------------- | --------------------------------------- |
| 1.                                      | 26 juin 2007                            | Estadio Metropolitano de Mérida, Mérida (Venezuela) | Uruguay                                 | 2-0                                     | 3-0                                     | CA 2007                                 |
| 2.                                      | 14 juin 2008                            | Estadio Monumental, Lima (Pérou)                    | Colombie                                | 1-1                                     | 1-1                                     | QCM 2010                                |
| 3.                                      | 12 octobre 2012                         | Estadio Hernando Siles, La Paz (Bolivie)            | Bolivie                                 | 0-1                                     | 1-1                                     | QCM 2014                                |

## Palmarès
| Sporting Cristal - Championnat du Pérou (1) : - Champion : 2012. |  | Cienciano del Cusco - Tournoi de clôture (1) : - Vainqueur : 2006. |